# Илия Манолов
Илия Манолов Александров е български етномузиколог, професор доктор на изкуствознанието.

## Биография
Роден е на 23 май 1929 година в Петрич в семейство на бежанци от Егейска Македония. Завършва Музикалната академия в София и започва работа в Института за музика и в Института за фолклор към Българската академия на науките. В 1970 година постъпва на работа в като научен сътрудник в Специализирания научен център – Благоевград към БАН. Преподава българска народна музика в Югозападния университет в Благоевград. Автор е на множество сборници, монографии, студии и статии върху проблемите на етномузикологията и участва с доклади в серия научни международни и национални форуми. Неговият фундаментален труд, озаглавен „Македонските народни песни и националноосвободителните борби“, събира изключително количество музикално наследство от областта Македония. Въведена е негова база данни онлайн с уникални и древни феномени от автентичния музикален балкански фолклор, която е озглавена „Мистерията на традиционната инструментална и танцова музика от Югозападна България“.
Илия Манолов е член на Българската академия на науките, Научния съвет на Иститута за фолклор към БАН, Македонския научен институт и на Съюза на българските композитори.
На 2 декември 2004 година е обявен за почетен гражданин на Благоевград.
Умира на 10 ноември 2019 година.